# Martin Brand
Martin Brand (Utrecht, 12 mei 1980) is een christelijke Nederlandse zanger, schrijver en spreker. 

## Levensloop
Brand groeide op in de omgeving van Emmeloord. Hij studeerde drie jaar aan de ArtEZ Art & Design Zwolle in Zwolle, maar maakte zijn opleiding niet af. Daarna volgde hij een diaconaal jaar bij de jongerenorganisatie Youth for Christ. Brand was tussen 2004 en 2009 betrokken bij de internationale interkerkelijke zendingsorganisatie Operatie Mobilisatie. Hier werkte hij als zanger/spreker en schrijver. 
In 2009 nam Brand afscheid van OM-Nederland (waar hij nog wel als ambassadeur bij betrokken bleef) en zette zijn werk zelfstandig voort als Martin Brand Producties.
Brand heeft zeven Nederlandstalige albums en een Engelstalig album uitgebracht. Hierop staan vooral zelfgeschreven gospels. Ook trok hij aandacht met een Keith Green-toer. Hij werkt verder als dirigent, workshopleider, schoolleider/docent op de HQ-kunstschool en als radiopresentator bij Groot Nieuws Radio.
Vanaf 2010 initieerde hij Praise United-evenementen waarbij meer dan honderd koorleden (al dan niet afkomstig uit een ander koor) uit een hele provincie bij elkaar kwamen en samen één "megakoor" vormden dat onder begeleiding van een professionele band een aanbiddingsconcert gaf. Ook in het theater was hij actief met grote projectkoren onder de naam 'Vier Maten Glimlach'. Hierin werden Nederlandstalige theaterliedjes gezongen tijdens een interactief theaterconcert.
Naast zijn spreekbeurten, werkte Brand aan diverse theatertours met onder andere Gert van der Vijver ('de zandtovenaar') en Elise Mannah (zangeres). In 2017 had hij zijn eerste solo-theatervoorstelling.Per 1 juli 2019 ging hij aan de slag bij het Leger des Heils als missionair werker, waarmee er ook een einde kwam aan zijn muzikale carrière.

### Hartstilstand
Brand was in 2012 geboekt om op de EO-Jongerendag te spreken, maar hij kreeg op 3 juni, een week voor het evenement, een hartstilstand. Hij werd door zijn toenmalige vrouw gereanimeerd en werd opgenomen in het ziekenhuis, waardoor zijn spreekbeurt niet kon doorgaan. Wel sprak hij middels een filmpje vanuit zijn ziekenhuisbed de jongeren toe. Eind juni 2012 werd hij uit het ziekenhuis ontslagen. Hierna kreeg Brand nog vijf maal een hartstilstand.

### Na het herstel
Brand herstelde volledig en betrad enkele maanden na zijn hartstilstand het podium weer voor het eerst. 

## Albums
- 2005 - Ongekend
- 2006 - U
- 2008 - Eerlijk Gezegd
- 2009 - For the long run
- 2010 - Nieuwe Woorden
- 2011 - Uw liefde won
- 2012 - De Wens
- 2015 - Leef Vandaag
- 2016 – Het best moet nog komen
- 2016 – Piekfijn (kerst cd/theater met Elise Mannah)
- 2018 – Zo goed als nieuw